# Ла-Уньон (Валье-дель-Каука)
Ла-Уньон (исп. La Unión) — город и муниципалитет на западе Колумбии, на территории департамента Валье-дель-Каука. Входит в состав Северного субрегиона.

## История
Поселение, из которого позднее вырос город, было основано 28 января 1604 года. Муниципалитет Ла-Уньон был выделен в отдельную административную единицу в 1890 году.

## Географическое положение
Город расположен в северной части департамента, в гористой местности Западной Кордильеры, к западу от реки Каука, на расстоянии приблизительно 121 километра к северо-северо-востоку (NNE) от города Кали, административного центра департамента. Абсолютная высота — 967 метров над уровнем моря.
Муниципалитет Ла-Уньон граничит на севере с территорией муниципалитета Торо, на северо-западе — с муниципалитетом Версальес, на юго-западе — с муниципалитетом Эль-Довио, на юге — с муниципалитетом Рольданильо, на востоке — с муниципалитетом Ла-Виктория, на северо-востоке — с муниципалитетом Обандо. Площадь муниципалитета составляет 125 км².

## Население
По данным Национального административного департамента статистики Колумбии, совокупная численность населения города и муниципалитета в 2015 году составляла 37 703 человека.
Динамика численности населения муниципалитета по годам:
| 2005   | 2006   | 2007   | 2008   | 2009   | 2010   | 2011   | 2012   | 2013   | 2014   | 2015   |
| ------ | ------ | ------ | ------ | ------ | ------ | ------ | ------ | ------ | ------ | ------ |
| 31 798 | 32 344 | 32 898 | 33 473 | 34 039 | 34 623 | 35 221 | 35 826 | 36 444 | 37 068 | 37 703 |

Согласно данным переписи 2005 года мужчины составляли 48,4 % от населения Ла-Уньонf, женщины — соответственно 51,6 %. В расовом отношении белые и метисы составляли 99,3 % от населения города; негры, мулаты и райсальцы — 0,7 %.
Уровень грамотности среди всего населения составлял 90,6 %.

## Экономика
63,7 % от общего числа городских и муниципальных предприятий составляют предприятия торговой сферы, 29,1 % — предприятия сферы обслуживания, 6,6 % — промышленные предприятия, 0,6 % — предприятия иных отраслей экономики.

## Транспорт
К востоку от города проходит национальное шоссе № 23 (исп. Ruta Nacional 23).